# 히베이라브라바 (마데이라 제도)

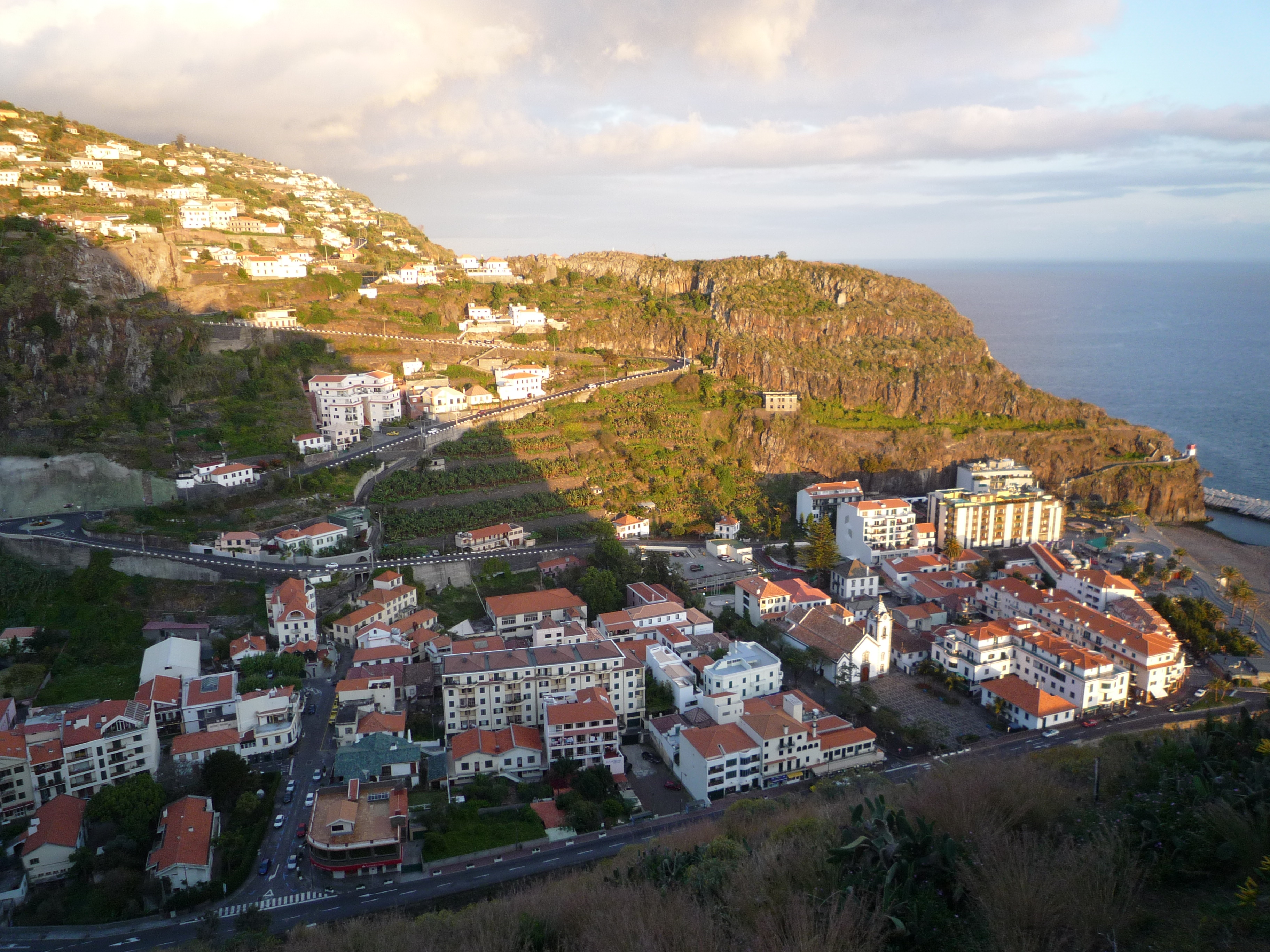
히베이라브라바

히베이라브라바(포르투갈어: Ribeira Brava)는 포르투갈 마데이라 제도의 섬 중 하나인 마데이라섬 남부에 위치한 도시이다. 면적은 65.41km2, 인구는 2011년 기준으로 13,375명이다. 도시 이름은 포르투갈어로 "성난 강"을 뜻한다. 동쪽으로는 카마라드로부스, 푼샬, 북쪽으로는 상비센트, 서쪽으로는 폰타두솔과 접한다.